# Ито, Иоанн Сёдзиро
Иоанн Сёдзиро Ито (яп. ヨハネ伊藤庄治郎 ёхану ито: сё:дзиро:) (13.03.1909 г., Акита, Япония — 14.03.1993 г., Ниигата, Япония) — католический прелат, первый епископ Ниигаты с 16 апреля 1962 года по 9 марта 1985 год.

## Биография
21 марта 1938 года Иоанн Сёдзиро Ито был рукоположён в священника.
16 апреля 1962 года Римский папа Иоанн XXIII назначил Иоанна Сёдзиро Ито епископом Ниигаты. 14 июня 1962 года состоялось рукоположение Иоанна Сёдзиро Ито в епископа, которое совершил апостольский делегат в Австралии архиепископ Доменико Энричи в сослужении с епископом Иокогамы Лукой Кацусабуро Араи и епископом Уравы Лаврентием Сатоси Нагэ.
Иоанн Сёдзиро Ито участвовал в работе I, II, III и IV сессиях II Ватиканского собора.
9 марта 1985 года Иоанн Сёдзиро Ито вышел в отставку. Скончался 14 марта 1993 года.